# تاكاهيتو إغوتشي
تاكاهيتو إغوتشي (江口貴勅 إغوتشي تاكاهيتو) هو ملحن ياباني ولد في 28 أغسطس 1971 في ناغاساكي.

## أعماله في الأنمي

### مسلسلات أنمي تلفزيونية
- دي إن إنجل (بالتعاون مع توموكي هاسيغاوا)
- ترينيتي بلود
- رنتال ماجيكا (بالتعاون مع جون إيتشيكاوا)

## أعماله في ألعاب الفيديو
- ريسينغ لاغون (بالتعاون مع نوريكو ماتسويدا)
- ذا باونسر (بالتعاون مع نوريكو ماتسويدا)
- فاينل فانتسي X-2 (بالتعاون مع نوريكو ماتسويدا)
- سلسلة القنفذ سونيك
  - القنفذ سونيك (لعبة فيديو 2006)
  - سونيك أنليشد
  - سونيك كولرز
  - سونيك جينيريشنز
  - سونيك لوست ورلد
  - سونيك فورسز
- كينغدوم هارتس (توزيع "Hand in Hand -Reprise-")